# Dialogue entre un prêtre et un moribond
Le Dialogue entre un prêtre et un moribond est un court ouvrage écrit en prison par le marquis de Sade en 1782.

## L'œuvre
Dans ce dialogue philosophique, le marquis de Sade affirme son libertinage et son athéisme à travers le moribond qui refuse de se repentir. Ce dernier, athée, s’oppose au prêtre qui tente de lui faire admettre la nécessité de l’existence de Dieu. Le moribond, lui, insiste au contraire sur l’impossibilité de prouver rationnellement cette existence.

La fin du dialogue s’achève sur la victoire rhétorique du moribond sur le prédicant qui devient, dans les bras des femmes, 

« un homme corrompu par la nature, pour n’avoir pas su expliquer ce que c’était que la nature corrompue. »

Le moribond développe une pensée rationnelle et matérialiste, sur laquelle il fait reposer la morale et la justice humaine. Opposé à l’obscurantisme, il critique notamment la crédulité face aux miracles et met en cause les historiens et leurs récits.

## Éditions
- Éditions Mille et une nuits, présenté par Jérôme Vérain, 1993  (ISBN 2-910233-10-3)
- Éditions Gallimard,Bibliothèque de la pléiade achevé d'imprimé le 5 octobre 1990  (ISBN 2-07-011190-3)
- Edition Tête de Feuilles, 1972